# Грейнджер (Міссурі)
Грейнджер (англ. Granger) — селище (англ. village) в США, в окрузі Скотланд штату Міссурі. Населення — 22 особи (2020).

## Географія
Грейнджер розташований за координатами 40°28′1″ пн. ш. 91°58′25″ зх. д. / 40.46694° пн. ш. 91.97361° зх. д. (40.466959, -91.973506).  За даними Бюро перепису населення США в 2010 році селище мало площу 0,41 км², уся площа — суходіл.

## Демографія
Згідно з переписом 2010 року, у селищі мешкали 34 особи в 16 домогосподарствах у складі 9 родин. Густота населення становила 83 особи/км².  Було 26 помешкань (63/км²).
Расовий склад населення:
| - 100,0 % — білих |

До двох чи більше рас належало 0,0 %. Частка іспаномовних становила 0,0 % від усіх жителів.
За віковим діапазоном населення розподілялося таким чином: 14,7 % — особи молодші 18 років, 61,8 % — особи у віці 18—64 років, 23,5 % — особи у віці 65 років та старші. Медіана віку мешканця становила 48,0 року. На 100 осіб жіночої статі у селищі припадало 88,9 чоловіків;  на 100 жінок у віці від 18 років та старших — 93,3 чоловіків також старших 18 років.
Середній дохід на одне домашнє господарство  становив 32 170 доларів США (медіана — 35 000), а середній дохід на одну сім'ю — 30 225 доларів (медіана — 41 250). За межею бідності перебувало 25,0 % осіб, у тому числі 28,6 % дітей у віці до 18 років та 0,0 % осіб у віці 65 років та старших.
Цивільне працевлаштоване населення становило 5 осіб. Основні галузі зайнятості: публічна адміністрація — 60,0 %, науковці, спеціалісти, менеджери — 40,0 %.